# Tetragnatha olindana
Tetragnatha olindana este o specie de păianjeni din genul Tetragnatha, familia Tetragnathidae, descrisă de Karsch, 1880. Conform Catalogue of Life specia Tetragnatha olindana nu are subspecii cunoscute.